# Морковкин, Василий Фёдорович
Василий Фёдорович Морковкин (1 сентября 1938, Амелино, Сталинградская область — 29 октября 2010, Минск) — генерал-майор пограничных войск Белоруссии, начальник Главного управления пограничных войск Белоруссии.

## Биография

Могила Морковкина на Восточном кладбище Минска.

Василий Морковкин родился 1 сентября 1938 года на хуторе Амелино (ныне — Фроловский район Волгоградской области).
В октябре 1957 года он был призван на службу в пограничные войска. В 1959—1962 годах учился в Московском пограничном военном училище КГБ СССР, после чего служил на офицерских должностях в пограничных войсках. В 1973 году окончил разведывательный факультет Военной академии имени М. В. Фрунзе.
После распада СССР Морковкин продолжил службу в пограничных войсках Белоруссии, занимал должности заместителя начальника штаба Главного управления пограничных войск, начальника Сморгонского пограничного отряда. С сентября 1994 по ноябрь 1996 годов руководил Главным управлением пограничных войск Республики Беларусь.
Скончался 29 октября 2010 года, похоронен на Восточном кладбище Минска.

## Награды
Был награждён орденом Красной Звезды, рядом медалей, Почётной грамотой Президиума Верховного Совета РСФСР.

## Память
- Мемориальная доска в честь генерал-майора В. Ф. Морковкина на базе Сморгонской пограничной группы (27.05.2011)[2].